# Enicospilus vicious
Enicospilus vicious là một loài tò vò trong họ Ichneumonidae.